# Place de la Victoire (Tunis)
La place de la Victoire (arabe : ساحة النصر) est une place de Tunis, capitale de la Tunisie. Elle joue le rôle d'interface entre la médina et la ville moderne.

## Situation et accès
La place de la Victoire est située à l'intersection de l'avenue de France, de la rue Mongi-Slim, de la rue des Glacières, de la rue Jemaâ-Zitouna, de la rue de la Kasbah, du souk de la Commission et de la rue El Jazira.
Elle est desservie par la station de métro Place Barcelone.

## Origine du nom
La place se réfère au jour de la Victoire qui désigne le retour d'exil du leader Habib Bourguiba le 1er juin 1955.
Elle était connue auparavant sous le nom de « place de la Bourse ».

## Historique

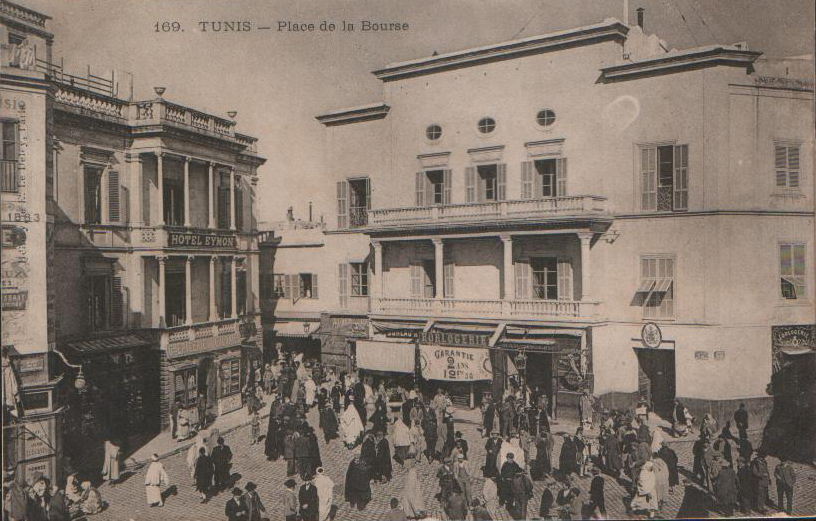
Place en 1900.
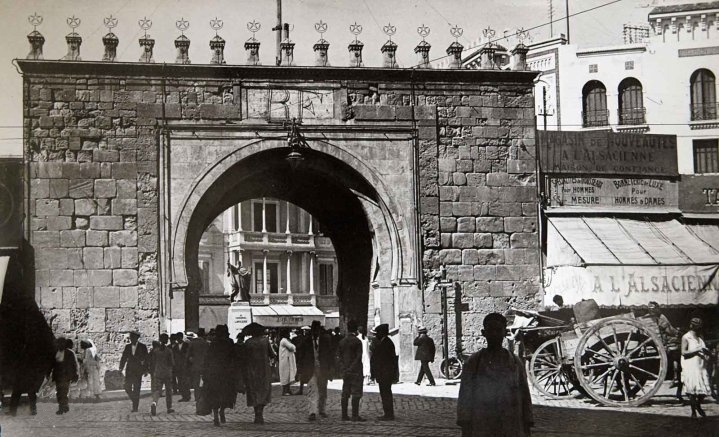
Place avant 1956.

## Bâtiments remarquables et lieux de mémoire
- Bab El Bhar, l'une des portes de la médina ;
- Ancien consulat d'Angleterre, de style néo-mauresque et datant de 1914.

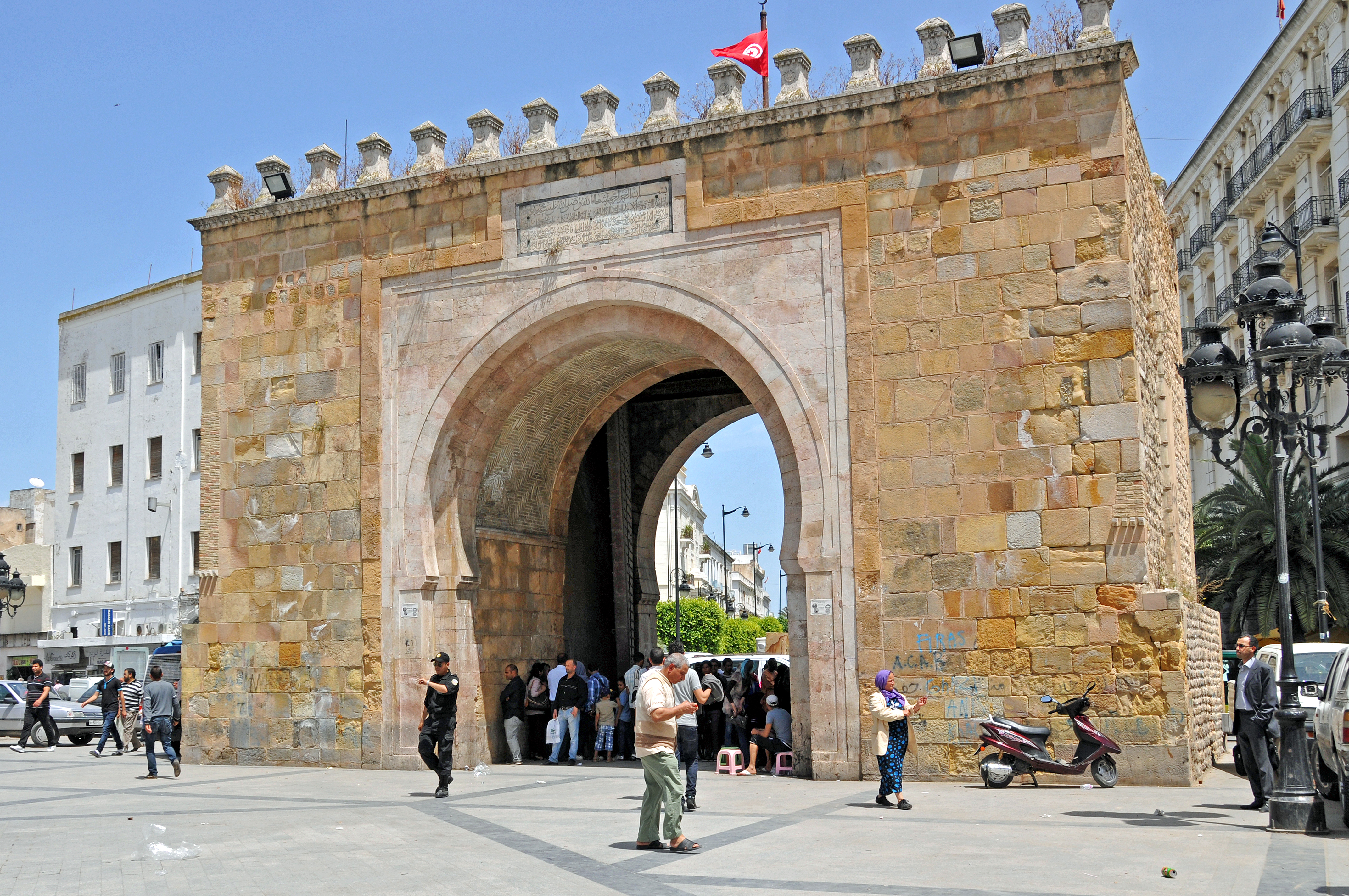
Bab El Bhar.
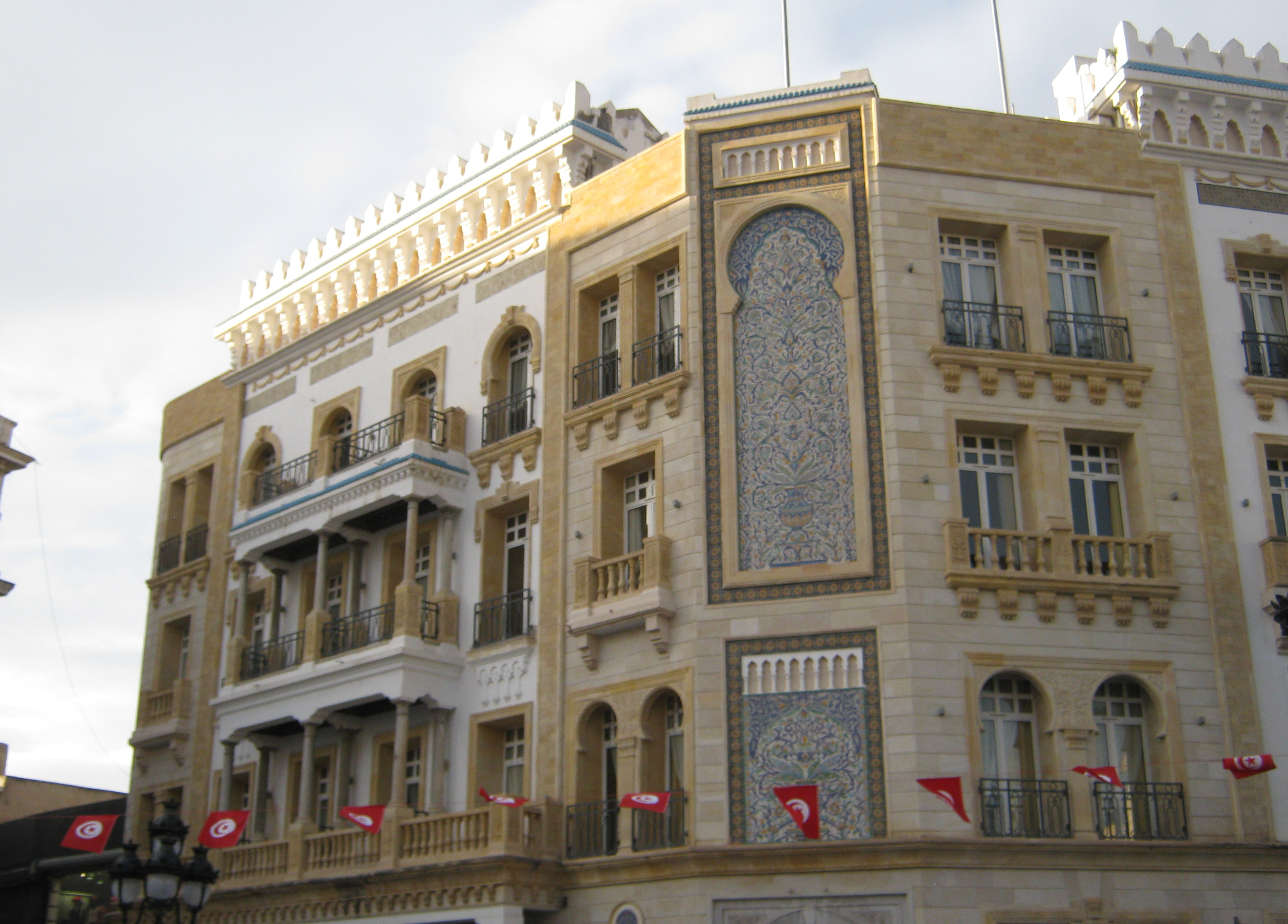
Ancien consulat d'Angleterre.

## Bâtiments et monuments disparus

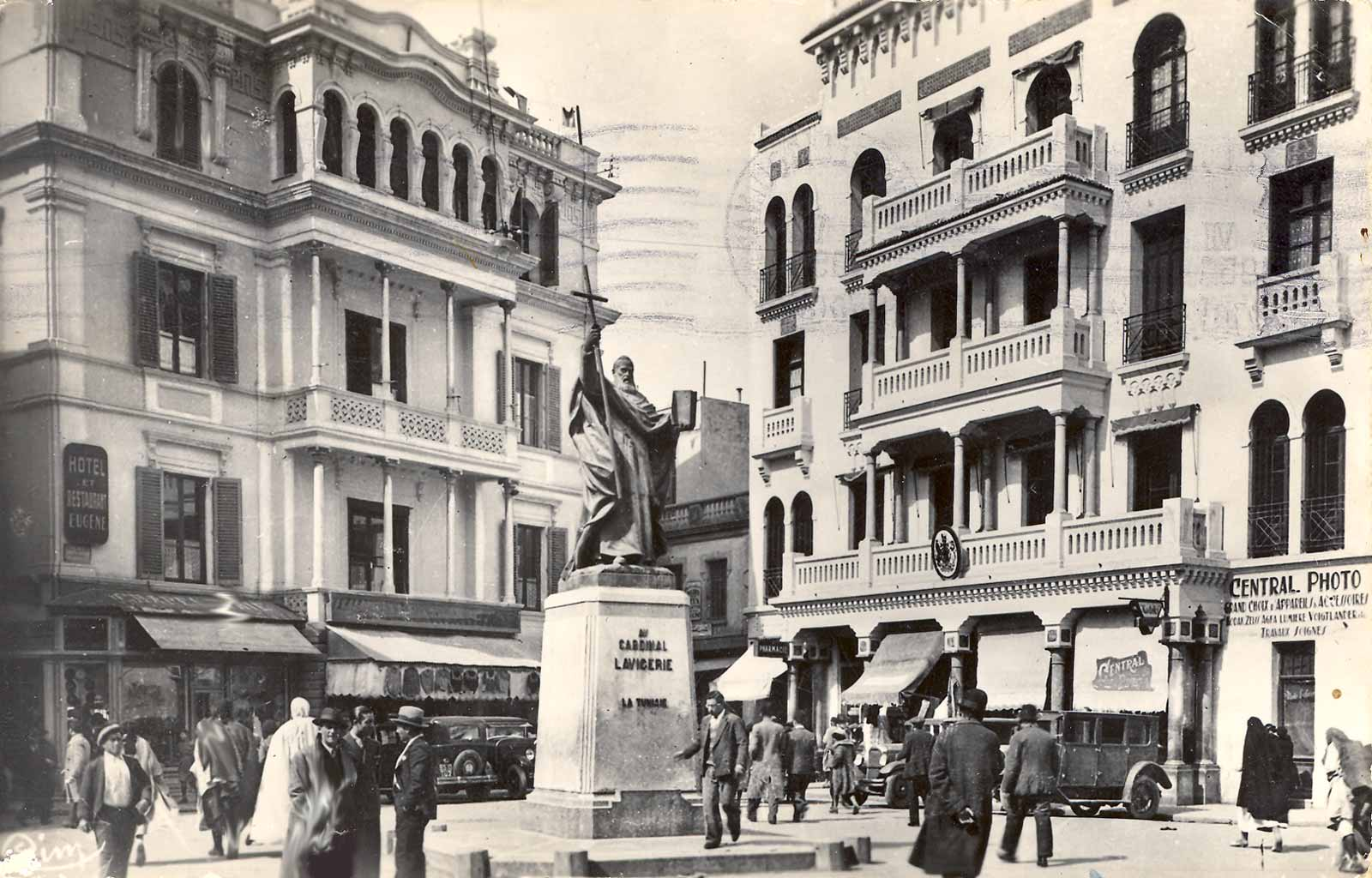
Vue de la place avec la statue de Lavigerie.

Le 23 novembre 1925, le résident général de France en Tunisie, Lucien Saint, offre à la ville une statue du cardinal Charles Lavigerie brandissant la croix. La municipalité de Tunis décide alors de l'installer sur la place. Elle est déboulonnée en 1956. Transportée dans les jardins du musée national de Carthage, elle est maladroitement détruite par les pères blancs en juillet 1964 lors de la remise de la cathédrale Saint-Louis de Carthage aux autorités tunisiennes, en vertu des accords prévus avec le Vatican.